# José Jacinto Palomo y Rodríguez
José Jacinto Palomo y Rodríguez (Málaga, Reino de las Españas 17 de agosto de 1726-Nueva Guatemala de la Asunción 7 de febrero de 1795) fue un jurista y capitán que ejerció el cargo de alcalde mayor de San Salvador (desde 1763 a 1765), y de corregidor de Totonicapán.

## Biografía
José Jacinto Palomo y Rodríguez nació en Málaga, Reino de las Españas el 17 de agosto de 1726; siendo hijo de Francisco Palomo de Rivera y Pedraza, y de Eusebia Rodríguez de Arroyo. Contraería matrimonio con Bárbara Petronila Rafaela de Arroyave Beteta y Mencos, y luego segundas nupcias con María Mercedes Zeceña; engendrado con ambas varios hijos. Estudiaría jurisprudencia, y también se dedicaría a la carrera de las armas, obteniendo sucesivamente los rangos de alférez, teniente, y capitán de la compañía de San Sebastián.
En el año de 1752, se trasladaría a residir a Santiago de Guatemala. En donde el 23 de febrero de 1763 el presidente-gobernador y capitán general de Guatemala Alonso Fernández de Heredia lo nombró como alcalde mayor de San Salvador; el 3 de marzo de ese año se le daría el título de teniente de capitán general de esa provincia, y el 23 de abril tomaría posesión.
Ejercería el cargo de alcalde mayor hasta el año de 1765; luego de lo cual, se quedaría residiendo en la ciudad de San Salvador, donde se haría cargo de la administración del real estanco de tabaco. Posteriormente, en 1790 sería designado como corregidor de Totonicapán. Fallecería en la ciudad de Nueva Guatemala de la Asunción el 7 de febrero de 1795.